# Burkhard Ducoffre
Burkhard Ducoffre (* 1. März 1954 in Wesel) ist ein deutscher Diplomat, der von 2016 bis 2019 Botschafter der Bundesrepublik Deutschland in Gabun war. Als solcher war er zugleich als Botschafter in São Tomé und Príncipe akkreditiert, sowie Ständiger Vertreter bei der Zentralafrikanischen Wirtschaftsgemeinschaft (CEEAC).

## Leben
Ducoffre trat 1977 in den auswärtigen Dienst ein und fand dort bis 2009 verschiedenen Verwendungen in der Zentrale des Auswärtigen Amtes in Bonn und Berlin sowie an verschiedenen Auslandsvertretungen. Er war von 2009 bis 2010 Leiter der Außenstelle Kundus  der Botschaft in Afghanistan sowie anschließend zwischen 2010 und 2011 Politischer Berater der International Security Assistance Force (ISAF) in Kabul. Nach seiner Rückkehr war er von 2011 bis 2013 im Auswärtigen Amt stellvertretender Leiter eines Referats in der Protokollabteilung 7. Anschließend war er von 2013 bis 2015 als Ständiger Vertreter des Botschafters in der Mongolei eingesetzt. Von 2015 bis 2016 war Ducoffre als stellvertretender Leiter der Wirtschaftsabteilung an der Deutschen Botschaft in Peking, in der Volksrepublik China tätig.
2016 löste Ducoffre Stefan Graf als Botschafter der Bundesrepublik Deutschland in Gabun ab. Als solcher ist er zugleich als Botschafter in São Tomé und Príncipe akkreditiert sowie Ständiger Vertreter bei der Zentralafrikanischen Wirtschaftsgemeinschaft (CEEAC). In diesen Ämtern wurde er in der zweiten Jahreshälfte 2019 von Pascal Richter abgelöst.
Burkhard Ducoffre ist verheiratet und Vater eines Sohnes.